# Asparagus longicladus
Asparagus longicladus — вид рослин із родини холодкових (Asparagaceae).

## Біоморфологічна характеристика
Це чагарниковий чи виткий високий кущ. Старі стебла коричневі, молодші зелені та дрібно запушені. Колючки на основних стеблах короткі, широкі, 2–10 мм завдовжки. Кладодії в щільних пучках, ниткоподібні, 25–65 мм завдовжки, м'які. Квітки в щільних, сидячих, кулястих пучках по 4–8(10). Листочки оцвітини білі, ± 3 мм завдовжки. Тичинки з жовтими пиляками. Ягода 5–7 мм у діаметрі.

## Середовище проживання
Ареал: Ботсвана, Мозамбік, Зімбабве, Намібія.
Населяє скелясті лісисті пагорби.